# Clonaria lineaalba
Clonaria lineaalba är en insektsart som först beskrevs av Rehn, J.A.G. 1914.  Clonaria lineaalba ingår i släktet Clonaria och familjen Diapheromeridae. Inga underarter finns listade i Catalogue of Life.